# Ye Yint Aung
Ye Yint Aung (* 26. Februar 1998 in Indaw) ist ein myanmarischer Fußballspieler.

## Karriere
Ye Yint Aung erlernte das Fußballspielen in der Myanmar Football Academy in Mandalay. Seinen ersten Vertrag unterschrieb er 2015 beim Yadanarbon FC. Der Verein aus Mandalay spielte in der ersten Liga des Landes, der Myanmar National League. 2016 wurde er mit dem Club myanmarischer Fußballmeister.

## Erfolge
Yadanarbon FC
- Myanmar National League: 2016